# George Prodgers
Samuel George „Goldie“ Prodgers (* 18. Februar 1891 in London, Ontario; † 25. Oktober 1935 ebenda) war ein kanadischer Eishockeyspieler und -trainer, der während seiner aktiven Karriere zwischen 1909 und 1925 unter anderem 111 Spiele für die Toronto St. Patricks und Hamilton Tigers in der National Hockey League auf der Position des Centers bestritten hat. In Diensten der Quebec Bulldogs im Jahr 1912 und der Canadiens de Montréal vier Jahre später gewann er insgesamt zweimal den Stanley Cup.

## Karriere
Prodgers spielte bis 1910 in der Umgebung seiner Geburtsstadt London in der Provinz Ontario, ehe er in den Profibereich wechselte. Zunächst spielte er für die Waterloo Colts, ehe er sich zur Saison 1911/12 den Quebec Bulldogs anschloss. Das in der Vorsaison noch schwächste Team der Liga qualifizierte sich mit Prodgers in seinen Reihen für die Spiele um den Stanley Cup, den die Bulldogs schlussendlich auch gewannen. Der Stürmer verließ die Bulldogs aber nach nur einem Jahr und schloss sich den Victoria Aristocrats aus der Pacific Coast Hockey Association an. Auch hier verbesserte sich das Team signifikant, allerdings kehrte Prodgers wieder nach Quebec zu den Bulldogs zurück.
Nachdem er die Saison 1913/14 bei den Bulldogs verbracht hatte, transferierten ihn diese gegen eine Geldsumme zum Ligakonkurrenten Montreal Wanderers. Von dort zog es ihn im nächsten Jahr zum Stadtrivalen Canadiens de Montréal, mit denen er seinen zweiten Stanley-Cup-Sieg feiern konnte. Prodgers, der eigentlich ein gelernter Mittelstürmer war, wurde wegen seines guten Defensivverhaltens während dieser Zeit immer wieder auf der Verteidigerposition eingesetzt. Nach einer weiteren Spielzeit in der NHA beim Toronto 228th Battalion trat Prodgers im Jahr 1917 in die Kanadischen Streitkräfte ein und kämpfte zwei Jahre im Ersten Weltkrieg auf dem europäischen Kontinent.
Nach seiner Rückkehr wurden Prodgers Spielrechte an die Quebec Bulldogs gegeben, die zu den Gründungsmitgliedern der National Hockey League gehörten und nach zweijähriger Pause in der Saison 1919/20 erstmals am Spielbetrieb teilnahmen. Der Angreifer weigerte sich aber für Quebec zu spielen, wurde daraufhin suspendiert und im Dezember 1919 im Tausch für Eddie Carpenter zu den Canadiens de Montréal abgegeben. Für die Canadiens bestritt Prodgers allerdings kein Spiel, da er nur einen Monat später zu den Toronto St. Patricks transferiert wurde. Im Gegenzug wechselte Harry Cameron nach Montréal. Auch bei den St. Pats wurde der Center nicht heimisch und so wurde der zuvor getätigte Transfer im November 1920 wieder rückgängig gemacht. Neben Prodgers wechselte auch Joe Matte nach Toronto. Noch am selben Tag nutzte Toronto seine neuen Akquisitionen um sie mit Jack Coughlin und auf Leihbasis auch Billy Coutu zu den Hamilton Tigers zu schicken. Diese erhielten dafür Harry Mummery, Jack McDonald und Dave Ritchie.
Bei den Tigers angekommen wurde Prodgers endlich sesshaft und war von 1920 an die folgenden fünf Spielzeiten für das Franchise aktiv, das aus der Umsiedlung der Quebec Bulldogs hervorgegangen war. Nach einer einjährigen Pause zwischen 1925 und 1926 absolvierte er in der Saison 1926/27 noch ein Spieljahr bei den London Panthers in der Canadian Professional Hockey League, ehe er seine aktive Karriere beendete und das Team im Folgejahr als Trainer betreute.
Prodgers verstarb am 25. Oktober 1935 im Alter von 44 Jahren in seiner Geburtsstadt London an den Folgen eines Herzinfarkts.

## Erfolge und Auszeichnungen
- 1912 Stanley-Cup-Gewinn mit den Quebec Bulldogs
- 1916 Stanley-Cup-Gewinn mit den Canadiens de Montréal